# Campo di Trens
Campo di Trens németül: Freienfeld, település Olaszországban, Bolzano autonóm megyében (Dél-Tirolban). Lakosainak száma 2674 fő (2023. január 1.). Campo di Trens Fortezza, Racines, Rio di Pusteria, Sarentino, Val di Vizze és Vipiteno községekkel határos.

## Népesség
A település népességének változása:
| Lakosok száma | 2668 | 2645 | 2674 |
|               | 2017 | 2018 | 2023 |